# Dinamică stelară
Dinamica stelară este ramura astrofizicii care se ocupă cu descrierea într-un mod statistic mișcarea colectivă a stelelor în raport cu gravitatea mutuală a lor. Diferența esențială față de mecanica cerească este că fiecare stea contribuie mai mult sau mai puțin egal la câmpul gravitațional. 